# Параметризация Вейерштрасса — Эннепера
Параметризация Вейерштрасса — Эннепера минимальных поверхностей — классический раздел дифференциальной геометрии.
Альфред Эннепер и Карл Вейерштрасс  изучали минимальные поверхности ещё в 1863 году.

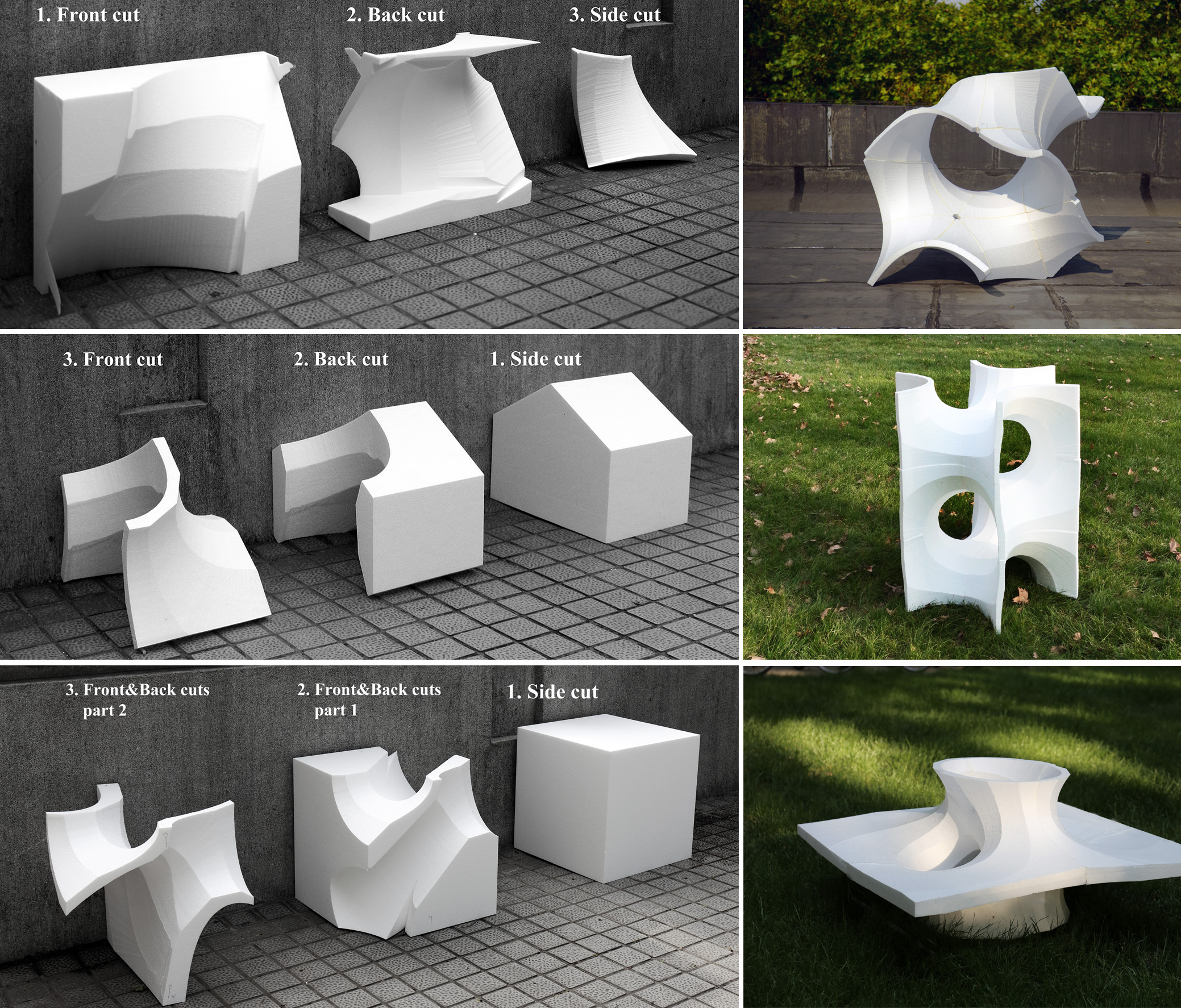
Параметризация Вейерштрасса позволяет построение периодических минимальных поверхностей

## Параметризация
Пусть {\displaystyle f} и {\displaystyle g} будут функциями на полной комплексной плоскости или на единичном диске, где {\displaystyle g} является мероморфной, а {\displaystyle f} является голоморфной и пусть {\displaystyle c_{1},c_{2},c_{3}} будут константами.
При этом, что {\displaystyle g} имеет полюс порядка {\displaystyle m}, {\displaystyle f} имеет нуль порядка {\displaystyle 2m} (эквивалентно: {\displaystyle fg^{2}} является голоморфной функцией). Тогда поверхность с координатами {\displaystyle (x_{1},x_{2},x_{3})} является минимальной, где {\displaystyle x_{k}} определяется как вещественная часть комплексного интеграла:
{\displaystyle {\begin{aligned}x_{k}(\zeta )&{}=\mathrm {Re} \left\{\int _{0}^{\zeta }\varphi _{k}(z)\,dz\right\}+c_{k},\qquad k=1,2,3\\\varphi _{1}&{}=f(1-g^{2})/2\\\varphi _{2}&{}=\mathbf {i} f(1+g^{2})/2\\\varphi _{3}&{}=fg\end{aligned}}}
Более того, любая непланарная минимальная поверхность, параметризованная односвязной областью может быть параметризована таким образом.
Например, поверхность Эннепера имеет параметризацию {\displaystyle f(z)=1,g(z)=z^{m}}.

## Параметрическая поверхность комплексных переменных
Модель Вейерштрасса — Эннепера определяет минимальную поверхность {\displaystyle X} ({\displaystyle \mathbb {R} ^{3}}) на комплексной плоскости ({\displaystyle \mathbb {C} }). Пусть {\displaystyle \omega =u+vi} (комплексная плоскость как пространство {\displaystyle uv}), матрица Якоби поверхности может быть записана как столбец с комплексными элементами:
{\displaystyle \mathbf {J} ={\begin{bmatrix}\left(1-g^{2}(\omega )\right)f(\omega )\\i\left(1+g^{2}(\omega )\right)f(\omega )\\2g(\omega )f(\omega )\end{bmatrix}}}
Здесь {\displaystyle f(\omega )} и {\displaystyle g(\omega )} являются голоморфными функциями от {\displaystyle \omega }.
Якобиан {\displaystyle \mathbf {J} } представляет два ортогональных касательных к поверхности вектора:
{\displaystyle \mathbf {X_{u}} ={\begin{bmatrix}\operatorname {Re} \mathbf {J} _{1}\\\operatorname {Re} \mathbf {J} _{2}\\\operatorname {Re} \mathbf {J} _{3}\end{bmatrix}}\;\;\;\;\mathbf {X_{v}} ={\begin{bmatrix}-\operatorname {Im} \mathbf {J} _{1}\\-\operatorname {Im} \mathbf {J} _{2}\\-\operatorname {Im} \mathbf {J} _{3}\end{bmatrix}}}
Нормаль к поверхности задаётся выражением:
{\displaystyle \mathbf {\hat {n}} ={\frac {\mathbf {X_{u}} \times \mathbf {X_{v}} }{|\mathbf {X_{u}} \times \mathbf {X_{v}} |}}={\frac {1}{|g|^{2}+1}}{\begin{bmatrix}2\operatorname {Re} g\\2\operatorname {Im} g\\|g|^{2}-1\end{bmatrix}}}
Якобиан {\displaystyle \mathbf {J} } приводит к ряду важных свойств: {\displaystyle \mathbf {X_{u}} \cdot \mathbf {X_{v}} =0}, {\displaystyle \mathbf {X_{u}} ^{2}=\operatorname {Re} (\mathbf {J} ^{2})}, {\displaystyle \mathbf {X_{v}} ^{2}=\operatorname {Im} (\mathbf {J} ^{2})}, {\displaystyle \mathbf {X_{uu}} +\mathbf {X_{vv}} =0.}

Доказательство можно найти в статье Шарма: Представление Вейерштрасса всегда даёт минимальную поверхность.  Производные могут быть использованы для построения матрицы первой квадратичной формы :
{\displaystyle {\begin{bmatrix}\mathbf {X_{u}} \cdot \mathbf {X_{u}} &\;\;\mathbf {X_{u}} \cdot \mathbf {X_{v}} \\\mathbf {X_{v}} \cdot \mathbf {X_{u}} &\;\;\mathbf {X_{v}} \cdot \mathbf {X_{v}} \end{bmatrix}}={\begin{bmatrix}1&0\\0&1\end{bmatrix}}}
и матрицы второй квадратичной формы
{\displaystyle {\begin{bmatrix}\mathbf {X_{uu}} \cdot \mathbf {\hat {n}} &\;\;\mathbf {X_{uv}} \cdot \mathbf {\hat {n}} \\\mathbf {X_{vu}} \cdot \mathbf {\hat {n}} &\;\;\mathbf {X_{vv}} \cdot \mathbf {\hat {n}} \end{bmatrix}}}
Наконец, точка {\displaystyle \omega _{t}} на комплексной плоскости отображается в точку {\displaystyle \mathbf {X} } на минимальной поверхности в {\displaystyle \mathbb {R} ^{3}}: 
{\displaystyle \mathbf {X} ={\begin{bmatrix}\operatorname {Re} \int _{\omega _{0}}^{\omega _{t}}\mathbf {J} _{1}d\omega \\\operatorname {Re} \int _{\omega _{0}}^{\omega _{t}}\mathbf {J} _{2}d\omega \\\operatorname {Re} \int _{\omega _{0}}^{\omega _{t}}\mathbf {J} _{3}d\omega \end{bmatrix}}}
где {\displaystyle \omega _{0}=0} для всех минимальных поверхностей, за исключением минимальной поверхности Коста, где {\displaystyle \omega _{0}=(1+i)/2}.

## Вложенные минимальные поверхности и примеры
Классические примеры вложенных минимальных поверхностей в {\displaystyle \mathbb {R} ^{3}} с конечной топологией включают плоскость, катеноид, геликоид и минимальную поверхность Коста. Поверхность Коста вовлекает эллиптическую функцию Вейерштрасса {\displaystyle \wp }:
{\displaystyle g(\omega )={\frac {A}{\wp '(\omega )}}}
{\displaystyle f(\omega )=\wp (\omega )}
Здесь {\displaystyle A} является константой.

### Геликатеноид
Выбрав функции {\displaystyle f(\omega )=e^{-i\alpha }e^{\omega /A}} и {\displaystyle g(\omega )=e^{-\omega /A}}, получим семейство минимальных поверхностей:
{\displaystyle \varphi _{1}=e^{-i\alpha }\sinh \left({\frac {\omega }{A}}\right)}
{\displaystyle \varphi _{2}=ie^{-i\alpha }\cosh \left({\frac {\omega }{A}}\right)}
{\displaystyle \varphi _{3}=e^{-i\alpha }}
{\displaystyle \mathbf {X} (\omega )=\operatorname {Re} {\begin{bmatrix}e^{-i\alpha }A\cosh \left({\frac {\omega }{A}}\right)\\ie^{-i\alpha }A\sinh \left({\frac {\omega }{A}}\right)\\e^{-i\alpha }\omega \\\end{bmatrix}}=\cos(\alpha ){\begin{bmatrix}A\cosh \left({\frac {\operatorname {Re} (\omega )}{A}}\right)\cos \left({\frac {\operatorname {Im} (\omega )}{A}}\right)\\-A\cosh \left({\frac {\operatorname {Re} (\omega )}{A}}\right)\sin \left({\frac {\operatorname {Im} (\omega )}{A}}\right)\\\operatorname {Re} (\omega )\\\end{bmatrix}}+\sin(\alpha ){\begin{bmatrix}A\sinh \left({\frac {\operatorname {Re} (\omega )}{A}}\right)\sin \left({\frac {\operatorname {Im} (\omega )}{A}}\right)\\A\sinh \left({\frac {\operatorname {Re} (\omega )}{A}}\right)\cos \left({\frac {\operatorname {Im} (\omega )}{A}}\right)\\\operatorname {Im} (\omega )\\\end{bmatrix}}}
Выберем параметры поверхности {\displaystyle \omega =s+i(A\phi )}:
{\displaystyle \mathbf {X} (s,\phi )=\cos(\alpha ){\begin{bmatrix}A\cosh \left({\frac {s}{A}}\right)\cos \left(\phi \right)\\-A\cosh \left({\frac {s}{A}}\right)\sin \left(\phi \right)\\s\\\end{bmatrix}}+\sin(\alpha ){\begin{bmatrix}A\sinh \left({\frac {s}{A}}\right)\sin \left(\phi \right)\\A\sinh \left({\frac {s}{A}}\right)\cos \left(\phi \right)\\A\phi \\\end{bmatrix}}}
В экстремальных точках поверхность является катеноидом {\displaystyle (\alpha =0)} или геликоидом {\displaystyle (\alpha =\pi /2)}. В остальном {\displaystyle \alpha } представляет угол совмещения. Результирующая поверхность, при выборе области определения во избежание самопересечений, представляет собой цепочку, вращающуюся вокруг  оси {\displaystyle \mathbf {X} _{3}} по спирали.

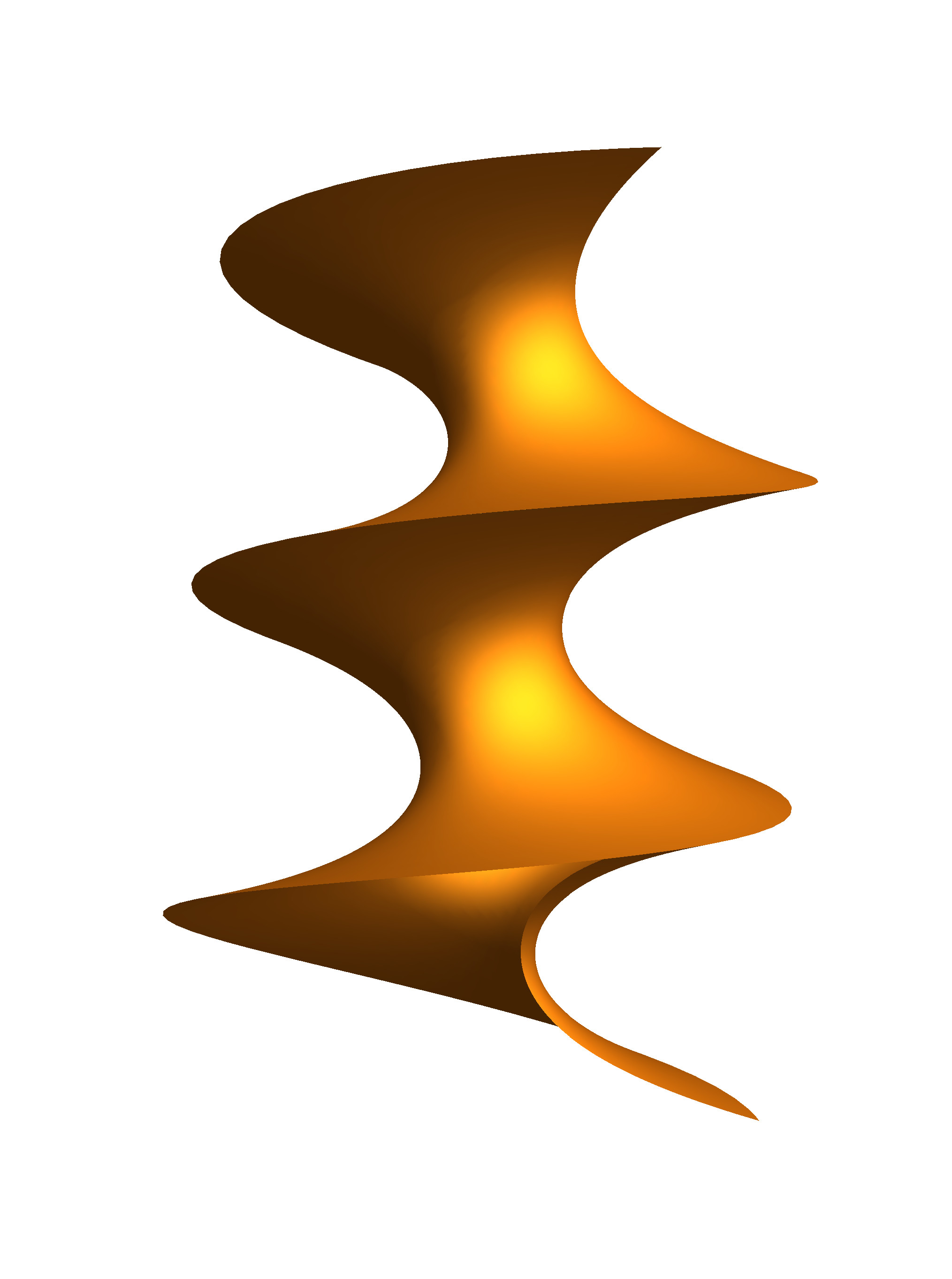
Цепочка, стягивающая периодические точки спирали и поворачиваемая вдоль спирали для образования минимальной поверхности.

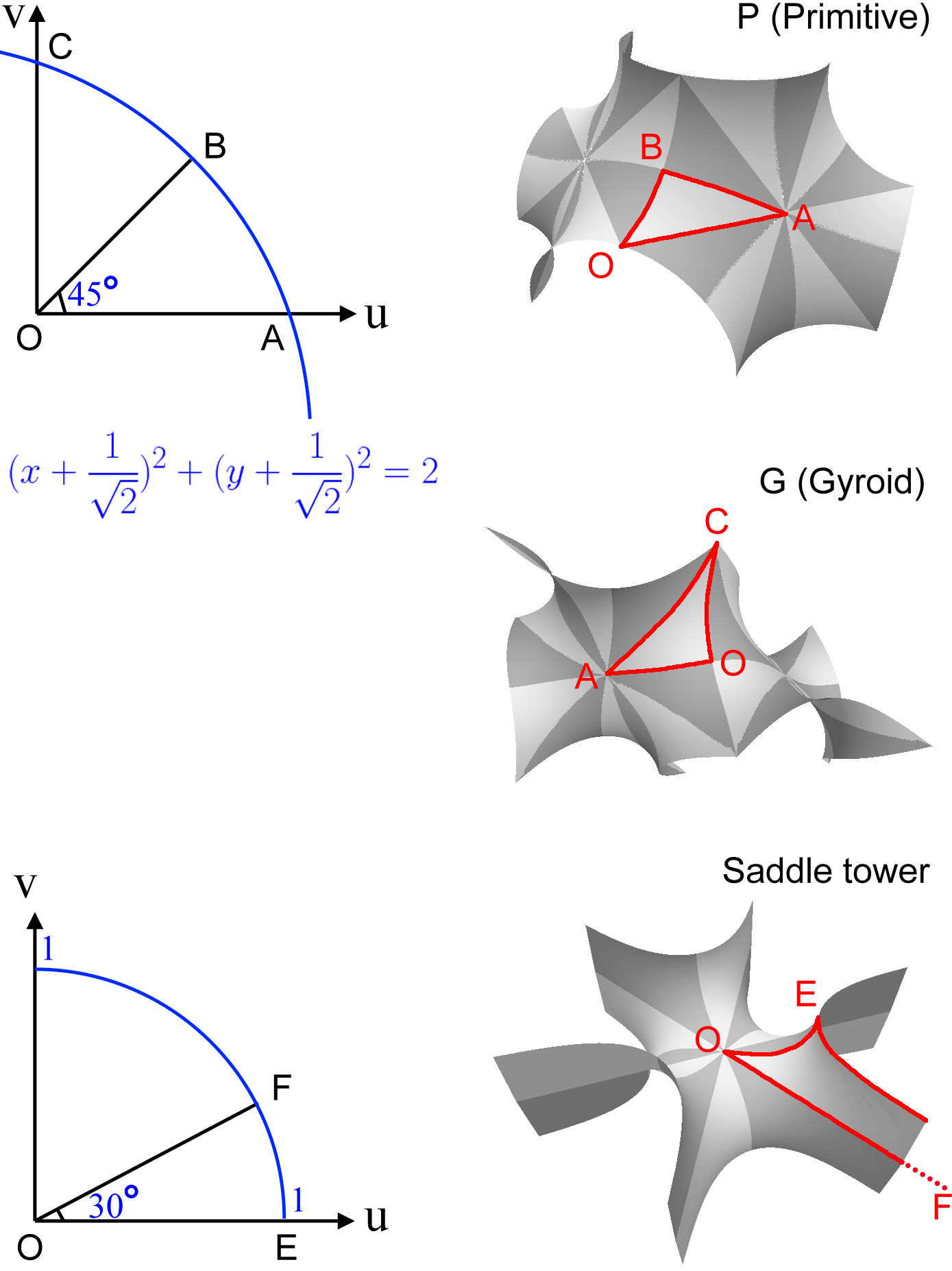
Фундаментальная область (C) и 3D поверхности. Непрерывные поверхности состоят из копий основного фрагмента (R3)

## Линии кривизны
Можно переписать каждый элемент второй фундаментальной матрицы в виде функций от {\displaystyle f} и {\displaystyle g}, например:
{\displaystyle \mathbf {X_{uu}} \cdot \mathbf {\hat {n}} ={\frac {1}{|g|^{2}+1}}{\begin{bmatrix}\operatorname {Re} \left((1-g^{2})f'-2gfg'\right)\\\operatorname {Re} \left((1+g^{2})f'i+2gfg'i\right)\\\operatorname {Re} \left(2gf'+2fg'\right)\\\end{bmatrix}}\cdot {\begin{bmatrix}\operatorname {Re} \left(2g\right)\\\operatorname {Re} \left(-2gi\right)\\\operatorname {Re} \left(|g|^{2}-1\right)\\\end{bmatrix}}=-2\operatorname {Re} (fg')}
А следовательно, вторая фундаментальная форма может быть упрощена:
{\displaystyle {\begin{bmatrix}-\operatorname {Re} fg'&\;\;\operatorname {Im} fg'\\\operatorname {Im} fg'&\;\;\operatorname {Re} fg'\end{bmatrix}}}

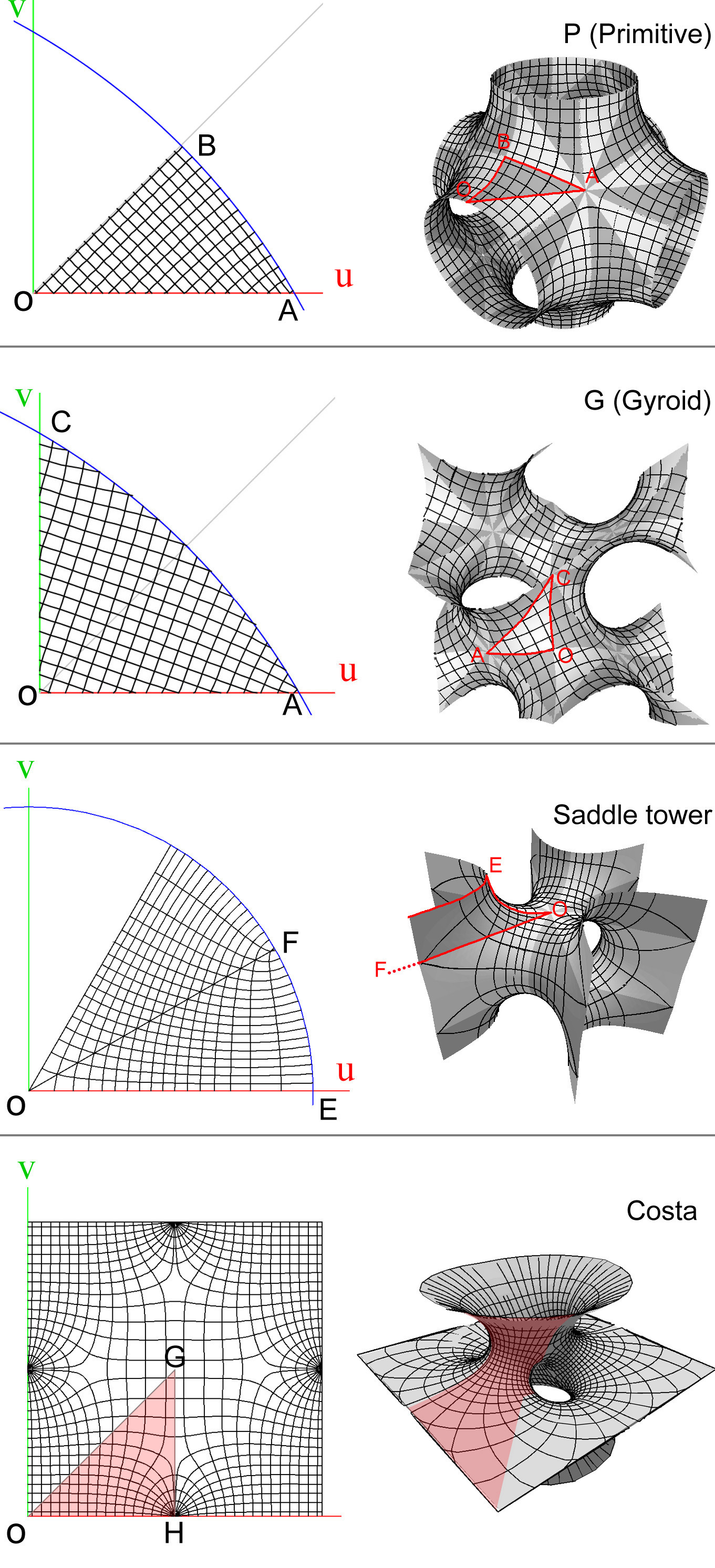
Линии кривизны образуют четырёхугольные области

Одним из собственных векторов матрицы является:
{\displaystyle {\overline {\sqrt {fg'}}}}
он представляет главное направление в комплексной области. Поэтому двумя главными направлениями в пространстве {\displaystyle uv} оказываются:  
{\displaystyle \phi =-{\frac {1}{2}}Arg(fg')\pm k\pi /2}